# Antoine Berjeaut

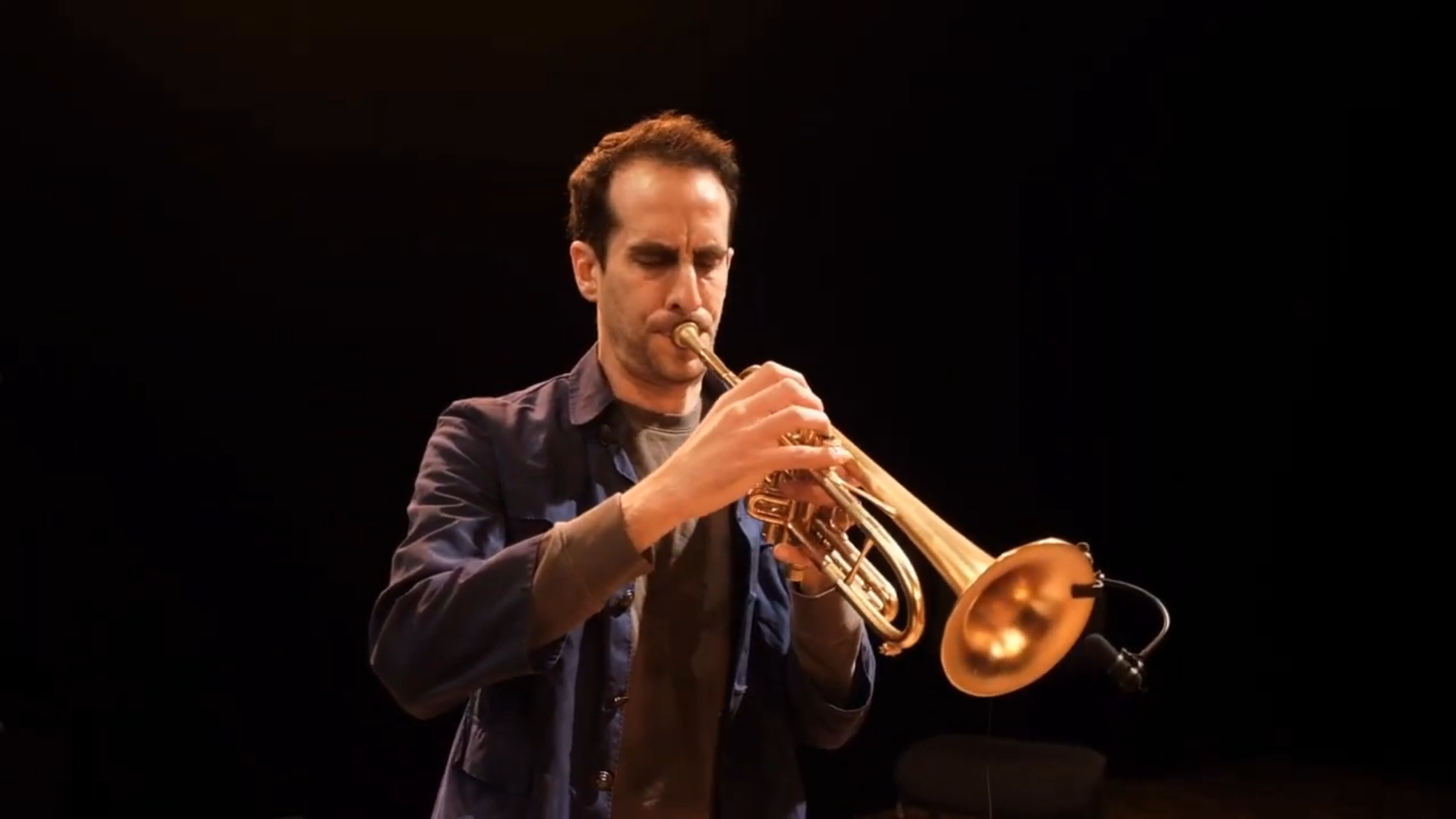
Antoine Berjeaut (2022)

Antoine Berjeaut (* 1982) ist ein französischer Musiker (Trompete, Flügelhorn, Komposition). Musikalisch arbeitet er im Bereich zwischen Jazz, Weltmusik und neuen elektronischen Klanggebieten.

## Leben und Wirken
Berjeaut studierte am Conservatoire de musique, danse et art dramatique Jazz. Er war Mitglied des Surnatural Orchestra, des Projekts Groove Retriever von Julien Lourau und der Society of Surveyors von Denis Colin. Des Weiteren arbeitete er mit Musikern wie Rodolphe Burger/Yves Dormoy, Aloe Blacc, Jeanne Balibar, Paco Sery, Sandra N'kake/Ji Mob, Peter von Poehl, John Tchicai, Tony Malaby und Touré Kunda. Mitgewirkt hat er auch bei Theater-Produktionen mit Matthias Langhoff („Hamlet“ am Théâtre de l’Odéon), mit Agnès Jaoui („Calvino reloaded“), Christian Schiaretti (The Affair), ferner dem zeitgenössischen Zirkus (Camille Boitel), und hat auch als Sounddesigner und Filmmusiker (Les Beaux Jours von Marion Vernoux, Public Transport von Dyana Gaye) gearbeitet. 2014 legte Berjeaut mit dem Hip-Hop-Musiker Mike Ladd das Album Wasteland (Fresh Sound New Talent) vor; im Bereich des Jazz war er laut Tom Lord zwischen 2009 und 2019 an sieben Aufnahmesessions beteiligt, neben den eigenen Produktionen auch solche von Denis Colin (Subject to Change) und Theo Girard (Bulle, 2019). 2019 erschien sein Album Moving Cities, das von Makaya McCraven produziert worden war. Zu seine Einflüssen zählen J Dilla und Madlib; ein Vorbild für seine Herangehensweise, Jazz mit Einflüssen aus anderen musikalischen Bereichen wie House- und Hip-Hop-Grooves zu verbinden, ist Shabaka Hutchings.

## Diskographische Hinweise
- Antoine Berjeaut: Wasteland, Featuring Mike Ladd (Fresh Sound, 2014), mit Mike Ladd, Jozef Dumoulin, Stéphane Kerecki, Fabrice Moreau, Julien Lourau
- Antoine Berjeaut & Robin Fincker: Primitive London – Planet Sauvage (Fresh Sound, 2014), mit Kit Downes, Jim Hart